# Films américains sortis en 1914
Listes de films américains
- 1910
- 1911
- 1912
- 1913
- 1914
- 1915
- 1916
- 1917
- 1918

Liste (non exhaustive) de films américains sortis en 1914.
(Par ordre alphabétique des titres en anglais)
| Titre                                 | Réalisateur                                        | Distribution                                                                                            | Genre                                    | Notes                                                                                 |
| ------------------------------------- | -------------------------------------------------- | --- | ---------------------------------------- | ------------------------------------------------------------------------------------- |
| The Amateur Detective                 | Carroll Fleming                                    | Carey L. Hastings, Ernest C. Warde, Muriel Ostriche                                                     | Comédie                                  |                                                                                       |
| The Archeologist                      | Henry Otto                                         | Charlotte Burton, Edward Coxen, George Field, Winifred Greenwood, John Steppling                        |                                          |                                                                                       |
| At the Potter's Wheel                 | Lorimer Johnston                                   | Charlotte Burton, Sydney Ayres, Caroline Cooke, Louise Lester, Jack Richardson, Vivian Rich             |                                          |                                                                                       |
| The Avenging Conscience               | D. W. Griffith                                     | Henry B. Walthall, Blanche Sweet                                                                        | Drame, film d'horreur                    |                                                                                       |
| Back to the Farm                      | Oliver Hardy                                       | Herbert Tracey, Royal Byron, Eloise Willard, Mabel Paige, Oliver Hardy                                  |                                          |                                                                                       |
| The Baggage Smasher                   |                                                    | Fatty Arbuckle                                                                                          | Comédie                                  |                                                                                       |
| The Bargain                           | Reginald Barker                                    | William S. Hart, J. Barney Sherry, Clara Williams                                                       | Western                                  | Ajouté au National Film Registry en 2010                                              |
| Barnyard Flirtations                  | Fatty Arbuckle                                     | Fatty Arbuckle                                                                                          | Comédie                                  |                                                                                       |
| A Bath House Beauty (en)              | Fatty Arbuckle                                     | Fatty Arbuckle                                                                                          | Comédie                                  |                                                                                       |
| The Beggar Child                      | William Desmond Taylor                             | Charlotte Burton, Edward Coxen, George Field, Winifred Greenwood, John Steppling                        |                                          |                                                                                       |
| Between Showers                       | Henry Lehrman                                      | Charlie Chaplin, Ford Sterling, Chester Conklin                                                         |                                          | Filmé aux studio Keystone                                                             |
| Billy's Rival                         | William Desmond Taylor                             | William Garwood, Louise Lester, Jack Richardson, Vivian Rich. Harry von Meter                           |                                          |                                                                                       |
| A Blowout at Santa Banana             |                                                    | Charlotte Burton, Sydney Ayres, Louise Lester, Jack Richardson                                          | Comédie                                  |                                                                                       |
| The Body in the Trunk                 | John O'Brien                                       | William Garwood, George Larkin                                                                          |                                          |                                                                                       |
| Break, Break, Break                   | Harry A. Pollard                                   | B. Reeves Eason, William Garwood, Louise Lester, Jack Richardson, Vivian Rich, Harry von Meter          | Drame                                    |                                                                                       |
| Brewster's Millions                   | Oscar Apfel, Cecil B. DeMille                      | Edward Abeles, Sydney Deane, Joseph Singleton                                                           | Comédie                                  |                                                                                       |
| Brute Force                           | D. W. Griffith                                     | Robert Harron, Mae Marsh, William J. Butler, Wilfred Lucas                                              | Drame                                    |                                                                                       |
| Business Versus Love                  | Tom Ricketts                                       | Edward Coxen, Winifred Greenwood, Harry von Meter, Jack Richardson                                      |                                          |                                                                                       |
| A Busy Day                            | Charlie Chaplin                                    | Charlie Chaplin, Mack Swain, Phyllis Allen                                                              | Comédie                                  | Avec un caméo de Mack Sennett                                                         |
| The Butterfly                         | Tom Ricketts                                       | Charlotte Burton, George Field, Edward Coxen, Edith Borella, Jean Durrell, Julia Arthur, John Steppling |                                          |                                                                                       |
| By Unseen Hand                        | William Duncan                                     | William Duncan, Myrtle Stedman, Lester Cuneo, Rex De Rosselli                                           | Film dramatique, Film policier, Thriller |                                                                                       |
| Calamity Anne's Love Affair           | Tom Ricketts                                       | Charlotte Burton, Louise Lester, George Field, Edith Borella, B. Reeves Eason                           | Western                                  | Dernier film de la série « Calamity Anne »                                            |
| The Call of the Traumerei             | Jacques Jaccard et Lorimer Johnston                | Charlotte Burton, Sydney Ayres, Caroline Cooke, Jack Richardson                                         |                                          |                                                                                       |
| The Cameo of the Yellowstone (en)     | Sydney Ayres                                       | William Garwood, Harry De Vere, Louise Lester                                                           | Western                                  |                                                                                       |
| Captain Alvarez                       | Rollin S. Sturgeon                                 | Edith Storey, William Desmond Taylor, George Holt                                                       | Drame historique                         | Film Vitagraph de 5 rouleaux                                                          |
| Caught in a Cabaret                   | Mabel Normand                                      | Charlie Chaplin, Mabel Normand, Edgar Kennedy                                                           | Comédie                                  |                                                                                       |
| Caught in the Rain                    | Charlie Chaplin                                    | Charlie Chaplin, Mack Swain, Alice Davenport                                                            | Comédie                                  | Premier des nombreux films que dirige Charlie Chaplin et dans lesquels il joue        |
| The Certainty of Man                  |                                                    | Charlotte Burton, Sydney Ayres, Chick Morrison                                                          |                                          |                                                                                       |
| Cinderella                            | James Kirkwood                                     | Mary Pickford, Owen Moore, Isobel Vernon                                                                | Drame, fantasy                           |                                                                                       |
| In the Clutches of the Gang           | George Nichols                                     | Roscoe "Fatty" Arbuckle, Ford Sterling, Al St. John                                                     | Comédie burlesque                        |                                                                                       |
| The Cocoon and the Butterfly (en)     | Sydney Ayres                                       | William Garwood, Louise Lester,                                                                         |                                          |                                                                                       |
| The Combination of the Safe           | Francis J. Grandon                                 | Earle Foxe                                                                                              | Drame policier                           |                                                                                       |
| The Coming of the Padres              | Lorimer Johnston                                   | Sydney Ayres, Perry Banks, Louise Lester                                                                |                                          |                                                                                       |
| Cruel, Cruel Love                     | George Nichols and Mack Sennett                    | Charlie Chaplin, Edgar Kennedy, Minta Durfee                                                            | Comédie                                  |                                                                                       |
| Dad and the Girls                     | Frank Cooley                                       | Joe Harris, Afton Minear, Fred Gamble                                                                   | Comédie                                  |                                                                                       |
| Damaged Goods                         | Tom Ricketts et Richard Bennett                    | Richard Bennett, Adrienne Morrison, Maude Milton                                                        |                                          |                                                                                       |
| David Gray's Estate                   |                                                    | Charlotte Burton, Sydney Ayres, Chick Morrison                                                          |                                          |                                                                                       |
| Destinies Fulfilled                   | Allan Dwan                                         | Charlotte Burton, Sydney Ayres, Jacques Jaccard, Violet Knights                                         | Comédie                                  |                                                                                       |
| Does It End Right? (en)               | Sydney Ayres                                       | William Garwood, Charlotte Burton, Louise Lester, Vivian Rich                                           |                                          |                                                                                       |
| Dough and Dynamite                    | Charlie Chaplin                                    | Charlie Chaplin, Chester Conklin, Fritz Schade                                                          | Comédie                                  |                                                                                       |
| The Escape                            | D. W. Griffith                                     | Donald Crisp, Blanche Sweet, Mae Marsh                                                                  | Drame                                    |                                                                                       |
| The Exploits of Elaine                | Louis J. Gasnier, George B. Seitz, Leopold Wharton | Pearl White, Sheldon Lewis                                                                              | Drame sérial                             |                                                                                       |
| The Face on the Bar Room Floor        | Charles Chaplin                                    | Charles Chaplin, Cecile Arnold, Fritz Schade                                                            | Comédie                                  |                                                                                       |
| The Fatal Mallet                      | Mack Sennett                                       | Charles Chaplin, Mabel Normand, Mack Sennett                                                            | Comédie                                  |                                                                                       |
| Fate's Decree                         |                                                    | William Garwood, Richard Cummings, Billie West                                                          |                                          |                                                                                       |
| Feast and Famine (en)                 | Sydney Ayres                                       | B. Reeves Eason, William Garwood, Harry von Meter                                                       |                                          |                                                                                       |
| A Film Johnnie                        | George Nichols                                     | Charlie Chaplin, Fatty Arbuckle, Mabel Normand                                                          |                                          |                                                                                       |
| The Final Impulse                     | Tom Ricketts                                       | Charlotte Burton, Perry Banks, William Bertram, Edward Coxen                                            |                                          |                                                                                       |
| The Floor Above                       | James Kirkwood, Sr.                                | Earle Foxe, Henry B. Walthall, Dorothy Gish                                                             | Mystery drame                            |                                                                                       |
| A Florida Enchantment                 | Sidney Drew                                        | Sidney Drew, Edith Storey                                                                               |                                          |                                                                                       |
| Footprints of Mozart                  | William Desmond Taylor                             | Charlotte Burton, William Bertram, Edith Borella                                                        |                                          |                                                                                       |
| Gentlemen of Nerve                    | Charlie Chaplin                                    | Charlie Chaplin, Mabel Normand, Chester Conklin                                                         | Comédie                                  |                                                                                       |
| Gertie the Dinosaur                   | Winsor McCay                                       | Winsor McCay, George McManus                                                                            | Cartoon                                  | Court métrage d'animation innovateur                                                  |
| Getting Acquainted                    | Charlie Chaplin                                    | Charlie Chaplin, Mabel Normand, Phyllis Allen                                                           | Comédie                                  |                                                                                       |
| The Ghost Breaker                     | Oscar Apfel, Cecil B. DeMille                      | H. B. Warner, Rita Stanwood, Theodore Roberts                                                           | Drame                                    |                                                                                       |
| The Girl in the Shack                 | Edward Morrissey                                   | Earle Foxe, Spottiswoode Aitken, Mae Marsh                                                              |                                          |                                                                                       |
| A Good Little Devil                   | Edwin S. Porter, J. Searle Dawley                  | Mary Pickford, Ernest Truex, David Belasco                                                              | Drame                                    | Premier film de Pickford, dont il ne reste qu'une version abrégée.                    |
| Good Resolutions                      | William Duncan                                     | William Duncan, Myrtle Stedman, Marshall Stedman                                                        | Film dramatique                          |                                                                                       |
| The Grate Impeeryul Sirkus            | E.A. Martin                                        | Roy Clark, Elsie Greeson                                                                                | Comédie                                  | Film mettant en scène une bande d'enfants, précurseur en cela, des Petites Canailles. |
| The Green-Eyed Devil                  | James Kirkwood                                     | Spottiswoode Aitken, Earle Foxe, William Garwood                                                        |                                          |                                                                                       |
| A Happy Coersion                      |                                                    | Perry Banks, William Bertram, Jacques Jaccard                                                           |                                          |                                                                                       |
| The Hazards of Helen                  |                                                    | Helen Holmes                                                                                            | Sérial aventure                          | Sérial en 119 épisodes de 12 minute chacun                                            |
| Her Friend the Bandit                 | Charles Chaplin                                    | Charles Chaplin, Mabel Normand, Charles Murray                                                          | Comédie                                  |                                                                                       |
| Her Younger Sister                    | Frank Cooley                                       | Charlotte Burton, Fred Gamble                                                                           | Comédie                                  |                                                                                       |
| His Faith in Humanity (en)            | Sydney Ayres                                       | William Garwood, Louise Lester                                                                          |                                          |                                                                                       |
| His Father's Rifle                    | Edward LeSaint                                     | Earle Foxe, Bertram Grassby                                                                             | Drame                                    |                                                                                       |
| His Favourite Pastime                 | George Nichols                                     | Charlie Chaplin, Fatty Arbuckle, Viola Barry                                                            | Comédie                                  |                                                                                       |
| His Majesty, the Scarecrow of Oz      | J. Farrell MacDonald                               | Violet MacMillan, Pierre Couderc                                                                        |                                          | Librement basé sur The Wizard of Oz, adapté et produit par L. Frank Baum              |
| His Musical Career                    | Charlie Chaplin                                    | Charlie Chaplin, Mack Swain, Charley Chase                                                              | Comédie                                  |                                                                                       |
| His New Profession                    | Charlie Chaplin                                    | Charlie Chaplin, Charley Chase, Fatty Arbuckle                                                          | Comédie                                  |                                                                                       |
| His Prehistoric Past                  | Charlie Chaplin                                    | Charlie Chaplin, Mack Swain, Fritz Schade                                                               | Comédie                                  | Dernier film de Chaplin avec les studios Keystone                                     |
| His Trysting Place                    | Charlie Chaplin                                    | Charlie Chaplin, Mabel Normand                                                                          | Comédie                                  |                                                                                       |
| Home, Sweet Home                      | D. W. Griffith                                     | Earle Foxe, Henry B. Walthall, Dorothy Gish                                                             | Drame biographique                       |                                                                                       |
| The Hunchback (en)                    | Christy Cabanne                                    | F. A. Turner, William Garwood, Lillian Gish                                                             | Drame                                    |                                                                                       |
| Imar the Servitor                     |                                                    | William Garwood                                                                                         |                                          |                                                                                       |
| In Tune                               | Henry Otto                                         | Charlotte Burton, Edward Coxen, George Field, Winifred Greenwood                                        |                                          |                                                                                       |
| In the Candlelight                    | Tom Ricketts                                       | William Garwood, Charlotte Burton                                                                       |                                          |                                                                                       |
| In the Land of the Head Hunters       | Edward S. Curtis                                   | | Drame documentaire                       |                                                                                       |
| In the Open (en)                      | Sydney Ayres                                       | William Garwood, Louise Lester                                                                          |                                          |                                                                                       |
| Jail Birds (en)                       | Sydney Ayres                                       | William Garwood, Charlotte Burton                                                                       |                                          |                                                                                       |
| Judith of Bethulia                    | D. W. Griffith                                     | Blanche Sweet, Henry B. Walthall                                                                        | Drame biblique                           |                                                                                       |
| The Jungle                            | Augustus E. Thomas, George Irving, John H. Pratt   | George Nash, Gail Kane, Julia Hurley                                                                    | Drame                                    |                                                                                       |
| Kid Auto Races at Venice              | Henry Lehrman                                      | Charlie Chaplin                                                                                         | Comédie                                  | Première apparition du personnage du vagabond de Charlie Chaplin                      |
| The Kiss                              | Ulysses Davis                                      | Ella Margaret Gibson, George Holt, William Desmond Taylor                                               | Drame                                    |                                                                                       |
| The Knockout                          | Charles Avery                                      | Charlie Chaplin, Fatty Arbuckle, Edgar Kennedy                                                          | Comédie                                  |                                                                                       |
| Laughing Gas                          | Charlie Chaplin                                    | Charlie Chaplin, Fritz Schade                                                                           | Comédie                                  |                                                                                       |
| The Law of His Kind                   | Frank Lloyd                                        | Herbert Rawlinson, Cleo Madison                                                                         | Drame                                    | Premier film réalisé par Frank Lloyd                                                  |
| The Life of General Villa             | Christy Cabanne, Raoul Walsh                       | Pancho Villa, Irene Hunt, Raoul Walsh                                                                   | Drame                                    | Film perdu                                                                            |
| Little Lord Fauntleroy (film, 1914)   | F. Martin Thornton                                 | H. Agar Lyons, Fred Eustace, Edward Viner                                                               | Drame                                    |                                                                                       |
| A Little Madonna                      | Ulysses Davis                                      | William Desmond Taylor, Ella Margaret Gibson                                                            | Drame                                    |                                                                                       |
| The Livid Flame                       | Francis J. Grandon                                 | Earle Foxe, Lafe McKee                                                                                  | Drame                                    |                                                                                       |
| The Lost Sermon                       |                                                    | William Garwood, Harry De Vere, Harry von Meter                                                         |                                          |                                                                                       |
| Love and Bullets                      | Fatty Arbuckle                                     | Fatty Arbuckle, Phyllis Allen, Charley Chase                                                            | Comédie                                  |                                                                                       |
| The Lover's Gift                      |                                                    | Earle Foxe, Mary Alden, Francelia Billington                                                            |                                          |                                                                                       |
| Lucille Love: The Girl of Mystery     | Francis Ford                                       | Grace Cunard, Francis Ford, Harry Schumm, John Ford                                                     | Action serial                            | Premier sérial de la Universal                                                        |
| The Lure of the Sawdust               | Tom Ricketts                                       | Charlotte Burton, George Field, Edward Coxen                                                            | Drame                                    |                                                                                       |
| Mabel at the Wheel                    | Mabel Normand, Mack Sennett                        | Charlie Chaplin, Mabel Normand                                                                          | Comédie                                  |                                                                                       |
| Mabel's Busy Day                      | Mabel Normand                                      | Charlie Chaplin, Mabel Normand                                                                          | Comédie                                  |                                                                                       |
| Mabel's Married Life                  | Charlie Chaplin                                    | Charlie Chaplin, Mabel Normand                                                                          | Comédie                                  |                                                                                       |
| Mabel's Strange Predicament           | Henry Lehrman                                      | Charlie Chaplin, Mabel Normand                                                                          | Comédie                                  |                                                                                       |
| The Magic Cloak of Oz                 | J. Farrell MacDonald                               | Juanita Hansen, Violet MacMillan, Mildred Harris                                                        | Fantasy drame                            | Écrit et produit par L. Frank Baum                                                    |
| Making a Living                       | Henry Lehrman                                      | Charlie Chaplin, Virginia Kirtley, Alice Davenport                                                      | Comédie                                  | Première apparition de Charlie Chaplin au cinéma                                      |
| The Man from Home                     | Cecil B. DeMille                                   | Charles Richman, Theodore Roberts, Fred Montague                                                        | Drame                                    |                                                                                       |
| A Man's Way (en)                      | Sydney Ayres                                       | William Garwood, Charlotte Burton, Louise Lester                                                        |                                          |                                                                                       |
| The Masquerader                       | Charlie Chaplin                                    | Charlie Chaplin, Fatty Arbuckle                                                                         | Comédie                                  |                                                                                       |
| The Master Mind                       | Oscar Apfel, Cecil B. DeMille                      | Edmund Breese, Fred Montague, Jane Darwell                                                              | Drame policier                           |                                                                                       |
| Mein Lieber Katrina                   |                                                    | Charlotte Burton, George Field, Julia Arthur                                                            | Comédie                                  |                                                                                       |
| Mein Lieber Katrina Catches a Convict | Tom Ricketts                                       | Charlotte Burton, Harry De Vere, Perry Banks                                                            | Comédie                                  |                                                                                       |
| The Mexican's Last Raid               | Frank Lloyd                                        | Cleo Madison, J. Farrell MacDonald                                                                      | Western                                  |                                                                                       |
| Michael Strogoff                      | Lloyd B. Carleton                                  | Jacob Pavlovitch Adler, Daniel Makarenko, Eleanor Barry                                                 | Drame                                    | Adaptation cinématographique du roman de Jules Verne.                                 |
| A Mix-Up on the Plains                | William Duncan                                     | William Duncan, Lester Cuneo                                                                            | Western                                  |                                                                                       |
| The Mystery of the Hindu Image        | Raoul Walsh                                        | Raoul Walsh, Dark Cloud, Eagle Eye                                                                      | Drame                                    | Plus ancien film réalisé par Raoul Walsh                                              |
| Nature's Touch (en)                   | Sydney Ayres                                       | William Garwood, Jack Richardson, Louise Lester                                                         |                                          |                                                                                       |
| The Navy Aviator                      | Sydney Ayres,                                      | Sydney Ayres, Caroline Cooke, Jack Richardson                                                           |                                          |                                                                                       |
| Neptune's Daughter                    | Herbert Brenon                                     | Annette Kellerman, William E. Shay, William Welsh                                                       | Fantasy                                  |                                                                                       |
| The New Janitor                       | Charlie Chaplin                                    | Charlie Chaplin, Jess Dandy, John T. Dillon                                                             | Comédie burlesque                        |                                                                                       |
| Old Enough to Be Her Grandpa          | Tom Ricketts                                       | Charlotte Burton, William Garwood                                                                       |                                          |                                                                                       |
| The Only Son                          | Oscar Apfel, Cecil B. DeMille                      | Jim Blackwell, Jane Darwell                                                                             |                                          |                                                                                       |
| The Patchwork Girl of Oz              | J. Farrell MacDonald                               | Violet MacMillan, Pierre Couderc                                                                        | Fantasy drame                            | Écrit et produit par L. Frank Baum                                                    |
| The Perils of Pauline                 | Louis J. Gasnier                                   | Pearl White                                                                                             | Aventure serial                          |                                                                                       |
| The Power of Light                    | Lorimer Johnston                                   | Charlotte Burton, Sydney Ayres, Jacques Jaccard                                                         | Drame                                    |                                                                                       |
| The Property Man                      | Charlie Chaplin                                    | Charlie Chaplin, Phyllis Allen, Alice Davenport                                                         | Comédie burlesque                        |                                                                                       |
| Recreation                            | Charles Chaplin                                    | Charles Chaplin                                                                                         |                                          |                                                                                       |
| Redbird Wins (en)                     | Sydney Ayres                                       | Perry Banks, William Garwood                                                                            |                                          |                                                                                       |
| The Redemption of a Pal               | Henry Otto                                         | Edith Borella, Charlotte Burton, George Field                                                           | Drame                                    |                                                                                       |
| The Renegade's Vengeance              | William Duncan                                     | William Duncan, Lester Cuneo                                                                            | Film dramatique                          |                                                                                       |
| The Rose Bush of Memories             |                                                    | Earle Foxe, Mary Alden, Francelia Billington                                                            |                                          |                                                                                       |
| Rose of the Rancho                    | Cecil B. DeMille                                   | Bessie Barriscale, Jane Darwell, Jeanie Macpherson                                                      | Western                                  |                                                                                       |
| Rosemary, That's for Remembrance      | Francis J. Grandon                                 | Earle Foxe, Adda Gleason                                                                                | Drame                                    |                                                                                       |
| The Rounders                          | Charlie Chaplin                                    | Charlie Chaplin, Fatty Arbuckle, Phyllis Allen                                                          | Comédie burlesque                        |                                                                                       |
| Salomy Jane                           | William Nigh                                       | Beatriz Michelena, House Peters                                                                         | Western                                  |                                                                                       |
| Samson                                | J. Farrell MacDonald                               | J. Warren Kerrigan, George Periolat, Lule Warrenton                                                     | Drame                                    |                                                                                       |
| Shotgun Jones                         | Colin Campbell                                     | Wheeler Oakman                                                                                          | Western                                  |                                                                                       |
| Should a Woman Divorce?               | Edwin McKim                                        | Lea Leland, Leonid Samoloff                                                                             | Drame                                    |                                                                                       |
| Sir Galahad of Twilight (en)          | Sydney Ayres                                       | Perry banks, B. Reeves Eason, William Garwood                                                           |                                          |                                                                                       |
| The Sleeping Sentinel                 |                                                    | | Drame historique                         |                                                                                       |
| A Slice of Life                       | Tom Ricketts                                       | Charlotte Burton, Perry Banks                                                                           |                                          |                                                                                       |
| The Son of Thomas Gray                | William Desmond Taylor                             | Virginia Fordyce, Sydney Ayres, Jacques Jaccard                                                         |                                          |                                                                                       |
| The Song of the Sea Shell             | William Desmond Taylor                             | Edith Borella, Charlotte Burton, George Field                                                           | Drame                                    |                                                                                       |
| A Soul Astray                         | William Desmond Taylor                             | Charlotte Burton, William Bertram, Edith Borella                                                        |                                          |                                                                                       |
| The Sower Reaps                       | Tom Ricketts                                       | William Garwood, Harry von Meter, Vivian Rich                                                           | Drame                                    |                                                                                       |
| Sparrow of the Circus                 |                                                    | B. Reeves Eason, Jack Richardson                                                                        |                                          |                                                                                       |
| The Spoilers                          | Colin Campbell                                     | William Farnum, Kathlyn Williams, Tom Santschi                                                          | Drame                                    |                                                                                       |
| The Squaw Man                         | Oscar Apfel, Cecil B. DeMille                      | Dustin Farnum                                                                                           | Western                                  | Début de Cecil B. DeMille comme réalisateur                                           |
| The Star Boarder                      | George Nichols                                     | Charlie Chaplin, Minta Durfee, Edgar Kennedy, Alice Davenport, Gordon Griffith                          | Comédie                                  |                                                                                       |
| A Story of Little Italy               | William Desmond Taylor                             | Sydney Ayres, Jacques Jaccard, Jack Richardson, Vivian Rich, Harry von Meter                            |                                          |                                                                                       |
| The Story of the Olive                | Sydney Ayres                                       | Sydney Ayres, Perry Banks, Edith Borella, Caroline Cooke, Harry von Meter                               |                                          |                                                                                       |
| The Strength o' Ten                   | Tom Ricketts                                       | William Garwood, Harry von Meter                                                                        | Drame                                    |                                                                                       |
| A Study in Scarlet (1914 US film)     | Francis Ford                                       | Francis Ford, Grace Cunard, John Ford                                                                   |                                          | Francis Ford incarne Sherlock Holmes et son frère John le Dr Watson                   |
| Sweet and Low                         | William Desmond Taylor                             | William Garwood, Harry von Meter                                                                        |                                          |                                                                                       |
| Such a Little Queen                   | Edwin S. Porter, Hugh Ford                         | Mary Pickford, Harold Lockwood                                                                          | Comédie                                  |                                                                                       |
| The Taming of Sunnybrook Nell (en)    | Sydney Ayres                                       | William Garwood, Louise Lester, B. Reeves Eason                                                         |                                          |                                                                                       |
| Tango Tangles                         | Mack Sennett                                       | Charlie Chaplin, Fatty Arbuckle, Ford Sterling                                                          | Comédie                                  |                                                                                       |
| The Telltale Knife                    | Tom Mix                                            | Tom Mix, Hoot Gibson                                                                                    | Western                                  |                                                                                       |
| The Ten of Spades                     | William Garwood                                    | William Garwood, Victory Bateman, William Lowery, Muriel Ostriche                                       |                                          |                                                                                       |
| Tess of the Storm Country             | Edwin S. Porter                                    | Mary Pickford                                                                                           | Drame                                    |                                                                                       |
| Their Worldly Goods (en)              | Sydney Ayres                                       | William Garwood, Edith Borella, Charlotte Burton                                                        |                                          |                                                                                       |
| This Is th' Life                      | Henry Otto                                         | Charlotte Burton, George Field, Edward Coxen, Edith Borella, John Steppling                             |                                          |                                                                                       |
| Those Love Pangs                      | Charlie Chaplin                                    | Charlie Chaplin, Chester Conklin, Cecile Arnold                                                         | Comédie burlesque                        |                                                                                       |
| A Ticket to Red Horse Gulch           |                                                    | Belle Bennett, William Garwood, William Lowery                                                          | Western                                  |                                                                                       |
| Tillie's Punctured Romance            | Mack Sennett                                       | Charlie Chaplin, Marie Dressler, Mabel Normand, Keystone Cops                                           | Comédie burlesque                        |                                                                                       |
| To Be Called For                      | Francis J. Grandon                                 | Adda Gleason, Lafe McKee, Earle Foxe                                                                    | Comédie                                  |                                                                                       |
| The Town of Nazareth                  |                                                    | Charlotte Burton, William Bertram, Albert Cavens, Edward Coxen                                          |                                          |                                                                                       |
| True Western Hearts                   | William Desmond Taylor                             | Sydney Ayres, Helen Armstrong, Jacques Jaccard                                                          |                                          |                                                                                       |
| A Turn of the Cards                   | William Garwood                                    | William Garwood, Howard Davies, William Lowery                                                          |                                          |                                                                                       |
| Twenty Minutes of Love                | Charlie Chaplin                                    | Charlie Chaplin, Minta Durfee, Edgar Kennedy                                                            | Comédie                                  | Début de Chaplin à la réalisation                                                     |
| Uncle Tom's Cabin (1914 film)         | William Robert Daly                                | Sam Lucas, Teresa Michelena, Roy Applegate                                                              | Drame                                    | Première adaptation cinématographique du roman de Stowe.                              |
| The Unmasking (en)                    | Sydney Ayres                                       | William Garwood, Harry De Vere, Jack Richardson, Vivian Rich                                            |                                          |                                                                                       |
| Unto the Weak                         | Allan Dwan                                         | Charlotte Burton, William Bertram                                                                       |                                          |                                                                                       |
| The Virginian                         | Cecil B. DeMille                                   | Dustin Farnum                                                                                           | Western                                  | Tiré du roman d'Owen Wister                                                           |
| When a Woman Waits                    | Henry Otto                                         | Charlotte Burton, Bessie Banks                                                                          |                                          |                                                                                       |
| The Widow's Investment                |                                                    | Charlotte Burton, Sydney Ayres, Chick Morrison                                                          | Drame                                    |                                                                                       |
| The Wishing Ring                      | Maurice Tourneur                                   | Vivian Martin, Alec B. Francis, Chester Barnett                                                         | Comédie                                  |                                                                                       |
| The Wrath of the Gods (1914 film)     | Reginald Barker                                    | Sessue Hayakawa, Tsuru Aoki, Frank Borzage                                                              | Drame                                    |                                                                                       |
| The Wrong Birds                       | William Desmond Taylor                             | Edith Borella, Charlotte Burton, George Field, Edward Coxen                                             | Drame                                    |                                                                                       |

## Source de la traduction
- (en) Cet article est partiellement ou en totalité issu de l’article de Wikipédia en anglais intitulé « List of American films of 1914 » (voir la liste des auteurs).